# ریچارد هتم
ریچارد هتم (متولد ۲ نوامبر ۱۹۶۶) یک نمایشنامه‌نویس و تهیه‌کننده سینما و تلویزیون امریکایی است. او عضو اتحادیه نویسندگان امریکاست. هم چنین استاد دانشگاه کالیفرنیا است و تدریس نویسندگی تلویزیونی دارد.

## کودکی
هتم در بربنک کالیفرنیا به دنیا آمد و در مانتری پارک کالیفرنیا بزرگ شد. او چندین سال در تونی روما در کالیفرنیا نویسنده بود. هم چنین به مدت پنج سال آموزش کمدی داشت.
وقتی از او سؤال می‌شود که چه هنگام متوجه شد می‌خواهد نویسنده شود، بیان می‌کند: « من فکر کردم این اتفاق در دوره دبیرستان رخ داده است. ولی ظاهراً من از پنج سالگی می‌نوشتم و درباره نویسنده شدن حرف می‌زدم. فقط آن را به یاد نمی‌آورم. من قبلاً فکر می‌کردم می‌خواهم بازیگر و کمدین شوم. من هر کدام را کمی تجربه کرده‌ام و می‌خواهم بیشتر انجام دهم.»
او به دانشگاه هنرهای سینمایی کالیفرنیای جنوبی رفت و در رشته تهیه‌کنندگی سینما مدرک لیسانس گرفت.
هتم در کالیفرنیا با همسر و فرزندانش زندگی می‌کند.

## پس زمینه حرفه‌ای

### فیلم
مسیر شغلی هتم در فیلم سازی در سال ۱۹۹۵ شروع شد. وقتی با همکاری مت ریوس داستان زیر حصار۲: قلمرو تاریکی را نوشت.
در سال ۲۰۰۲، هتم پیامبران پروانه‌ای را نوشت و تهیه کرد.

### تلویزیون
هتم یک نویسنده و تهیه کننده تلویزیونی است.
در سال ۲۰۰۳، او سریال معجزه‌ها را ساخت.
در سال ۲۰۰۵، هتم با کمپانی فاکس کار کرد و مسئول نظارت تهیه‌کنندگی شش قسمت سریال ندای ترو و سیزده قسمت سریال درون را عهده‌دار شد. او نویسنده قسمت "تنهاترین شماره" برای درون و "آخرین روز خوب" برای ندای ترو شد.
او از سال ۲۰۰۵ تا ۲۰۰۶ برای ۲۱ قسمت از سوپرنچرال، در تهیه‌کنندگی همکاری می‌کرد. او هم چنین نویسنده دو قسمت از این سریال بود.
در سال ۲۰۰۶، هتم برای سه قسمت از سریال اتاق گمشده تهیه‌کنندگی کرد.
در سال ۲۰۰۷، هتم مشاور تهیه‌کننده سریال منطقه مرده شد و دو قسمت هم نویسنده بود.